# Anna Kim

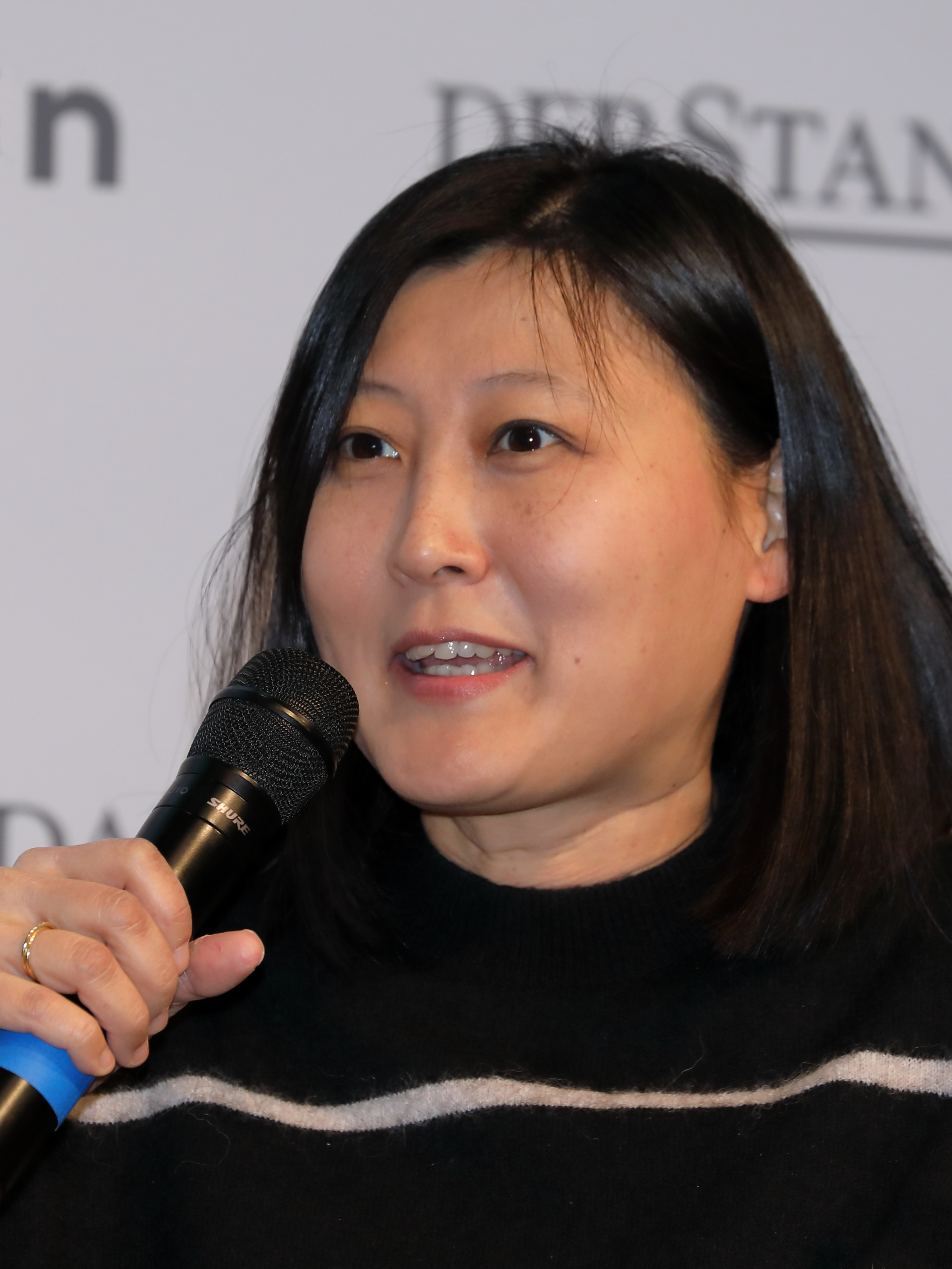
Anna Kim (năm 2022)

Anna Kim (10 tháng 9 năm 1977 tại Daejeon, Hàn Quốc) nhà văn người Áo gốc Hàn Quốc.

## Tiểu sử
Anna Kim sinh tại Daejeon, Hàn Quốc và đến Tây Đức năm 1978. Từ 1978-1983, cô sống ở Braunschweig và Giessen, từ năm 1983, cô theo học trường trung học Wenzgasse tại tại Vienna, Áo. Từ năm 1995 đến 2000, cô theo học tại Đại học Vienna về Triết học và Nghiên cứu Nghệ thuật sân khấu; cô tốt nghiệp với văn bằng thạc sĩ. Từ năm 2000 đến 2002, cô đã sống ở London và Cambridge, sau đó quay trở về Vienna.
Kim là tác giả của nhiều văn xuôi và thơ. Cô đã công bố các tác phẩm của mình từ năm 1999 trong các tạp chí văn học khác nhau như manuskripte, Zwischenwelt und VOLLTEXT. Tiểu thuyết đầu tay, Die Bilderspur (tạm dịch: Dấu vết hình ảnh) ra mắt vào năm 2004.

## Một số tác phẩm
- Exile. In: Zwischenwelt. Literatur – Widerstand – Exil, Nr. 2 (2002)
- Bilderspuren. In: manuskripte, Nr. 156 (2002)
- Das unbedingte Berühren. In: manuskripte, Nr. 162 (2003)
- Verborgte Sprache. In: Zwischenwelt. Literatur – Widerstand – Exil, Nr. 1 (2004).
- Experiment und Krieg. In: TRANS, Nr. 15 (2004)
- Making Of. In: Volltext, Nr. 4 (2004)
- Die Bilderspur. Literaturverlag Droschl. Graz 2004. ISBN 3854206623
- Das Versteck Lưu trữ ngày 28 tháng 9 năm 2007 tại Wayback Machine. In: entwürfe - Zeitschrift für Literatur, Ausgabe 43 (2005)
- Das Archiv Lưu trữ ngày 2 tháng 4 năm 2015 tại Wayback Machine. Text der Lesung beim Ingeborg-Bachmann-Wettbewerb 2005
- Hunde ziehen vorbei/Stray dogs drifting, mit Bildern von Anna Stangl. Comet Books. Wien 2005. ISBN 3950204644
- Die gefrorene Zeit. Literaturverlag Droschl. Graz 2008. ISBN 3854207425
- Die Form der Erinnerung". in: Triëdere - Zeitschrift für Theorie und Kunst. Heft 2/2010
- Invasionen des Privaten. Literaturverlag Droschl. Graz 2011. ISBN 9783854207818
- Anatomie einer Nacht. Suhrkamp Verlag. 2012. ISBN 9783518423233

## Giải thưởng
- 2009: Học bổng Elias-Canetti
- 2009: Học bổng HALMA
- 2010: Học bổng Robert-Musil
- 2012: Giải thưởng Văn học Cộng đồng châu Âu cho Die gefrorene Zeit[3]